# Magpet
Magpet, es un municipio filipino de primera categoría, situado al sur de la isla de Mindanao. Forma parte de  la provincia de Cotabato del Norte situada en la Región Administrativa de Soccsksargen también denominada Región XII. 
Para las elecciones está encuadrado en el Segundo Distrito Electoral de esta provincia.

## Geografía
El municipio se encuentra a sólo 10 km de la ciudad de Kidapawan, centro comercial de la provincia de Cotabato; a 116 km de la ciudad de Dávao; a 125 km de Cotabato;   y a 160 km de  General Santos.

### Barrios
El municipio  de Magpet se divide, a los efectos administrativos, en 32 barangayes o barrios, conforme a la siguiente relación:
| - Alibayon - Bagumbayan - Bangkal - Bantac - Basak | - Binay - Bongolanon - Datu Celo - Del Pilar - Doles | - Gubatan - Ilián - Inac - Kamada - Kauswagan | - Kisandal - Magcaalam - Mahongcog - Manobo - Noa | - Owas - Pangao-án - Población - Sallab - Tagbac | - Temporan - Amabel - Balete - Don Panaca - Imamaling | - Kinarum - Manobisa |  |

## Historia
El nombre de «Magpet» deriva de la palabra "Malotpot", que significa "un lugar donde las personas se reúnen en grupo para tomar el  almuerzo envuelto en hojas de plátano."
Magpet convirtió en un barrio de Kidapawan en 1950. El municipio data de  22 de junio de 1963. Los primeros concejales prestaron juramento al cargo el 13 de agosto de 1963, siendo su primer alcalde  Froilán Matas.